# Pedro de Alcántara
San Pedro de Alcántara, O.F.M., (Alcántara, 1499-Arenas de San Pedro, 18 de octubre de 1562) fue fraile franciscano español. Su nombre real era Juan de Garavito y Vilela de Sanabria. Muere a la edad de 63 años. Fue beatificado por el Papa Gregorio XV en 1622 y canonizado por Clemente IX en 1669.

## Biografía
Nació en el seno de una familia noble. Sus padres, Alonso Garabito y María Vilela de Sanabria y Maldonado, vivieron en Villaturiel, un pueblo cerca de León, a mediados del siglo XV, en una casa ubicada a la izquierda de la puerta principal de la ermita, si nos situamos frente a ésta. Tras un curso de gramática y filosofía en su pueblo nativo, fue enviado a estudiar leyes en la Universidad de Salamanca. Abandona los estudios y toma los hábitos en 1515 en el convento de San Pedro de los Majarretes, cerca de Valencia de Alcántara, donde toma el nombre de Fray Pedro de Alcántara.

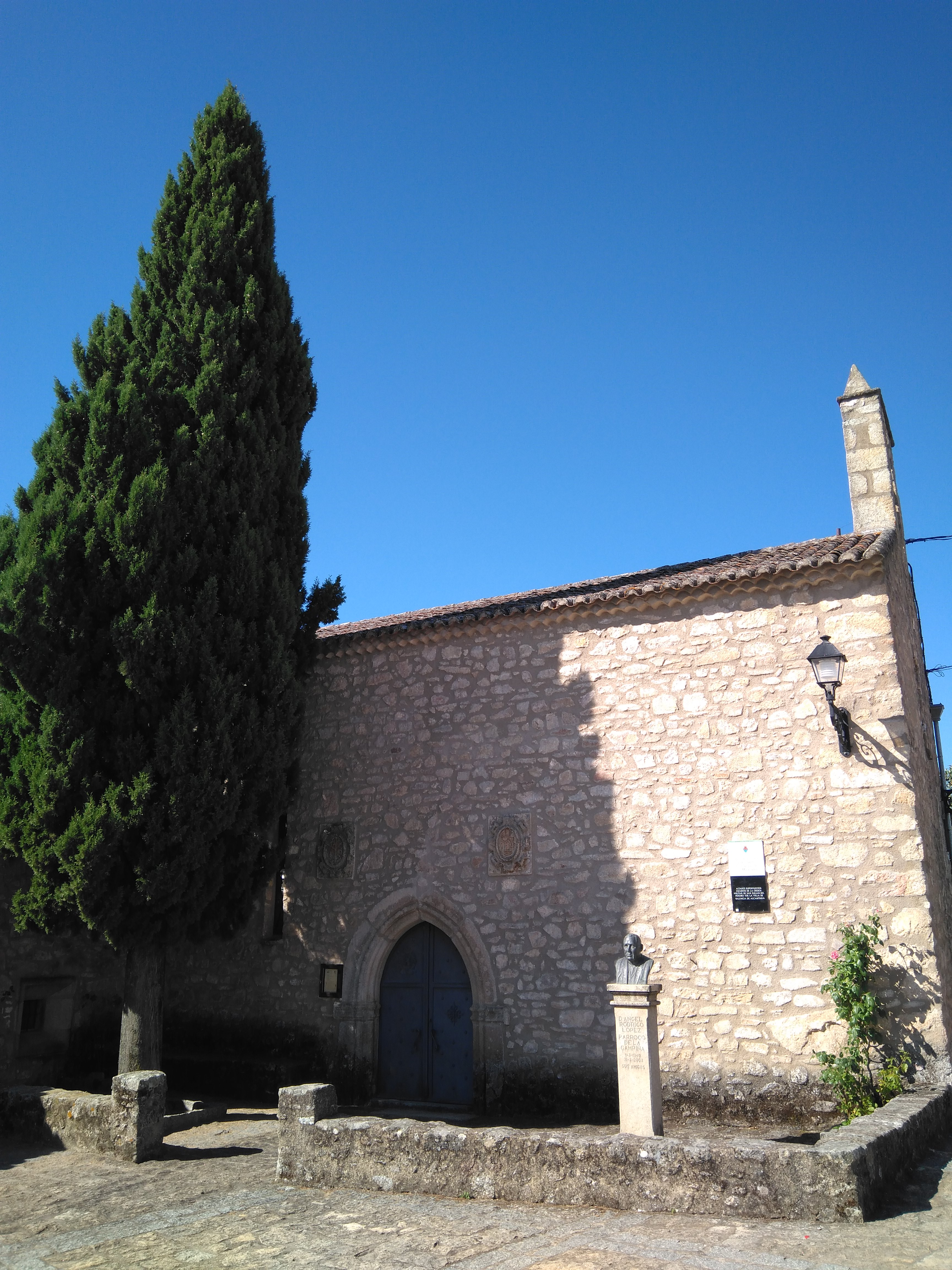
Convento Franciscano Los Majarretes (s. XV), donde tomó los hábitos.

Fundó el convento más pequeño del mundo, El Palancar, cerca de Pedroso de Acim. Fue amigo y consejero de Santa Teresa de Jesús. Llamado por Carlos I en su retiro de Yuste para ser su confesor, declinó el santo alcantarino dicha proposición. Conocido sobre todo por su penitencia, encandilaba a las masas con su oratoria. Redujo el Libro de la oración y meditación de Fray Luis de Granada a su versión portátil y popular, el Tratado de la oración y meditación.

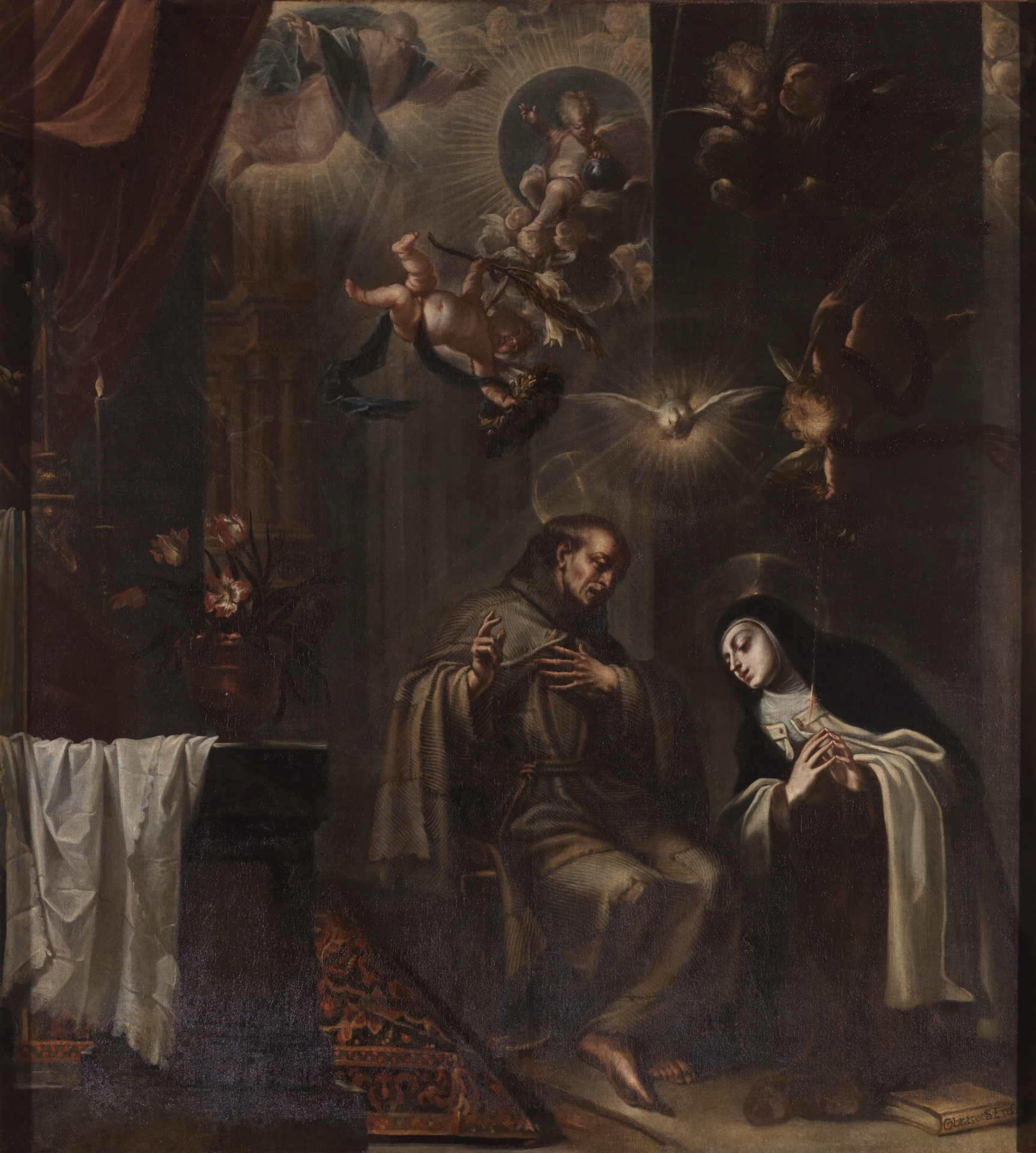
San Pedro de Alcántara confesando a Santa Teresa, de José García Hidalgo (Museo del Prado).

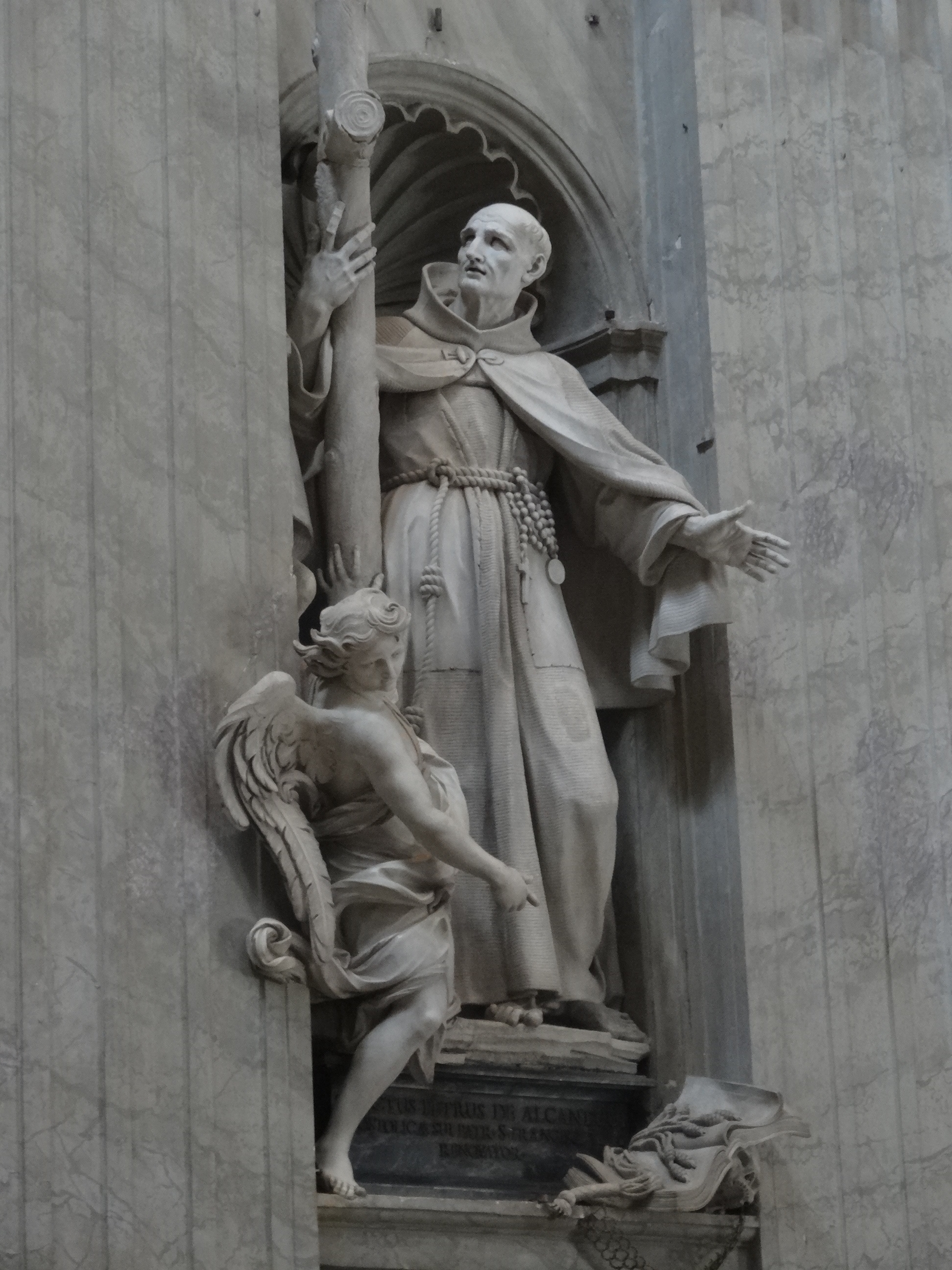
Hornacina de San Pedro de Alcántara (1713) en la nave central de la Basílica de San Pedro, Ciudad del Vaticano.

Esta vida de contemplación no era obstáculo para estar en relaciones con muchas personas por vía epistolar e, incluso, para hacer largos viajes, generalmente a pie, especialmente por Extremadura y Portugal. Hay testimonios de una entrevista con Carlos I en Yuste. Por donde iba dejaba su rastro de santidad, caminaba descalzo, y se contaban los prodigios que ocurrían en torno a su persona como serían pasar el Tiétar sobre las aguas, el no mojarse en plena tormenta o el que la nieve formase una pequeña cavidad a su alrededor en el puerto del Pico cuando regresaba de un viaje a Ávila.
En 1560 se encuentra con Santa Teresa en casa de Guiomar de Ulloa y trata sobre la fundación del convento de Arenas, tras haber concluido antes las del convento de La Viciosa y del Rosario en términos de Oropesa. Pedro de Alcántara tranquiliza y asegura el espíritu de Teresa de Jesús, y entre ambos santos surge una profunda y sincera amistad: en adelante, él es el consejero fiel de la santa y quien la orienta y le da el impulso definitivo para iniciar la reforma del Carmelo con la fundación del convento de San José de Ávila; y fray Pedro abre su corazón a la Madre Teresa, que será su primer biógrafo, dedicándole tres capítulos de su Autobiografía.
Es probablemente con ocasión de este viaje, de paso para Ávila, cuando Pedro de Alcántara conoce en Arenas (actualmente Arenas de San Pedro) la ermita de San Andrés del Monte, a poco más de dos kilómetros de la villa. Levantada en el primer tercio del siglo XVI, era ésta una pequeña edificación de poco más de treinta metros cuadrados, de estilo gótico isabelino. La cofradía arenense de San Andrés se la ofrece para la fundación de un nuevo convento de su reforma. Cuentan las crónicas que tanto agradó al santo el lugar que exclamó: «Dios tiene grandes designios sobre este lugar».
De ahora en adelante Arenas y su comarca experimentarán las riquezas del apostolado y el ejemplo de la vida de fray Pedro, que fija su residencia en Arenas en la primavera de 1562. Viajaba, en un asnillo, a Ávila, Oropesa y al convento de Nuestra Señora del Rosario, situado en las proximidades del actual embalse de Rosarito. Mientras se construía el pequeño convento, vivía en una casa que tenía la cofradía del mismo nombre en el pueblo y que después se convirtió en Enfermería.

### Glorioso Tránsito

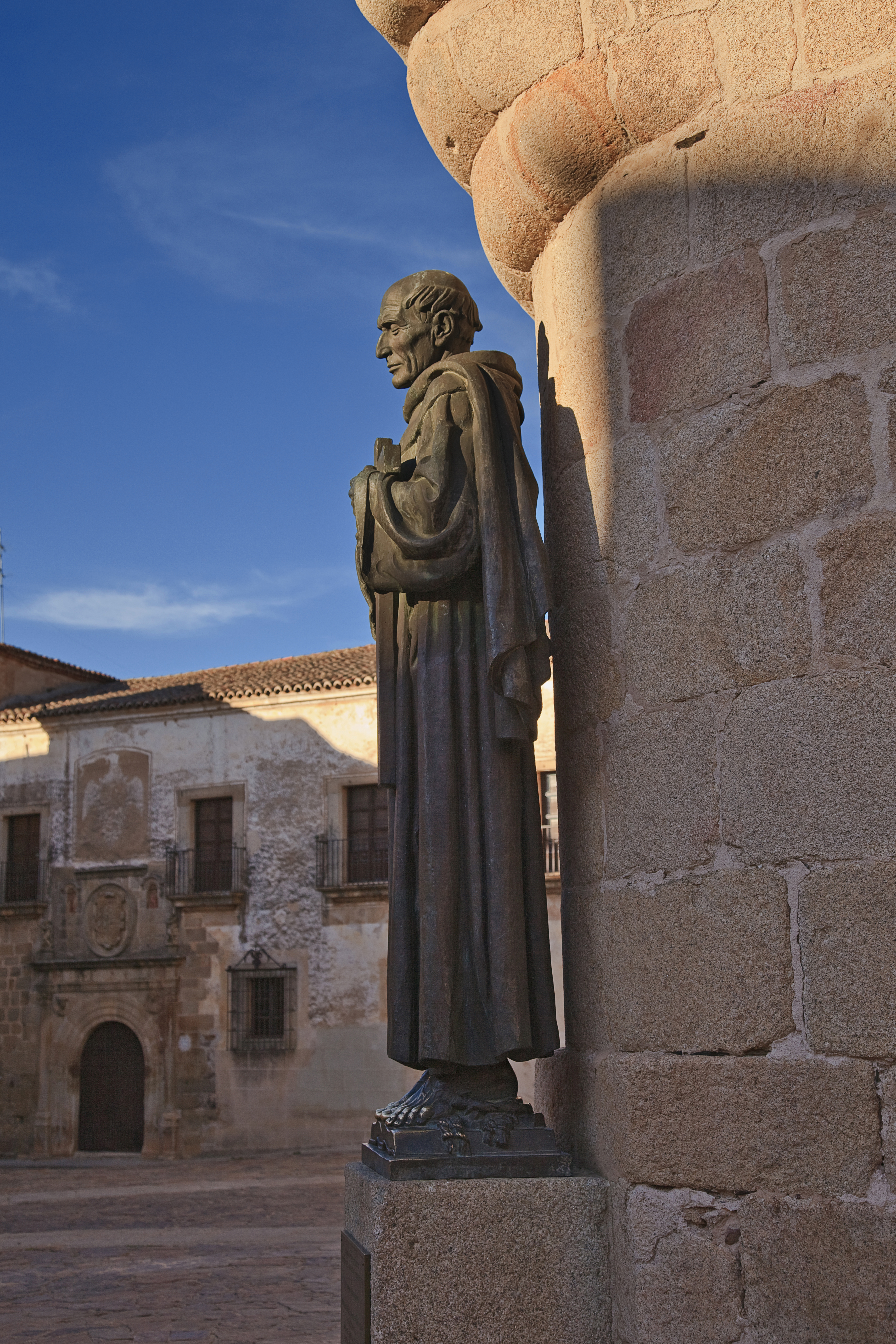
Estatua de San Pedro de Alcántara en la Concatedral de Santa María de Cáceres, obra de Enrique Pérez Comendador.

Al agravarse su enfermedad, el 12 de octubre se hace llevar a Arenas, donde quiere recibir la muerte rodeado de sus hermanos entre los cuales: García Garabito, María Villela y Pedro Barrantes Maldonado por parte de madre. En el amanecer del 18 de octubre, alegre de verse ya de partida para la Gloria, después de pedir perdón a su cuerpo por las asperezas y rigores con que le había tratado todo el tiempo de su vida, comenzó a rezar el salmo «miserere», quedándose absorto en la contemplación de la Trinidad y de la Virgen María. Vuelto en sí, y diciendo: «¡Qué alegría cuando me dijeron, vamos a la casa del Señor!», entregaba su espíritu.
La noticia de su muerte se difundió inmediatamente por toda la comarca. Las gentes de Arenas y sus alrededores acudieron en masa a dar su último adiós a aquel de cuya compañía, amistad, favores espirituales y testimonio de vida habían gozado, y al que todos consideraban santo.
Se le entierra en la iglesia del convento llamado entonces de San Andrés del Monte. Con motivo de su beatificación, la villa lo declara patrón en 1622, e hizo voto de tener por día de fiesta perpetuamente el 19 de octubre de cada año.